# Teltow
Teltow er en by i landkreis Potsdam-Mittelmark i den tyske delstat Brandenburg. Den er nærmest sammenvokset med de sydlige bydele af Berlin, Zehlendorf og Steglitz, der kun ligger 17 km væk. Den ligger ved den 37 km lange Teltowkanal.
- Wikimedia Commons har flere filer relateret til Teltow